# Natalia Lovtsova
Natalia Vladímirovna Lovtsova –en ruso, Наталья Владимировна Ловцова– (Kúibyshev, URSS, 14 de abril de 1988) es una deportista rusa que compitió en natación, especialista en el estilo libre.
Ganó dos medallas en el Campeonato Europeo de Natación en Piscina Corta de 2015, plata en el relevo 4 × 50 m libre mixto y bronce en 4 × 50 m libre.

## Palmarés internacional
| Campeonato Europeo en Piscina Corta | Campeonato Europeo en Piscina Corta | Campeonato Europeo en Piscina Corta | Campeonato Europeo en Piscina Corta |
| Año                                 | Lugar                               | Medalla                             | Prueba                              |
| ----------------------------------- | ----------------------------------- | ----------------------------------- | ----------------------------------- |
| 2015                                | Netanya (Israel)                    | Medalla de plata                    | 4 × 50 m libre mkixto               |
| 2015                                | Netanya (Israel)                    | Medalla de bronce                   | 4 × 50 m libre                      |